# Hypnaceae
Hypnaceae är en familj av bladmossor. Hypnaceae ingår i ordningen Hypnales, klassen egentliga bladmossor, divisionen bladmossor och riket växter. Enligt Catalogue of Life omfattar familjen Hypnaceae 916 arter. 

## Bildgalleri

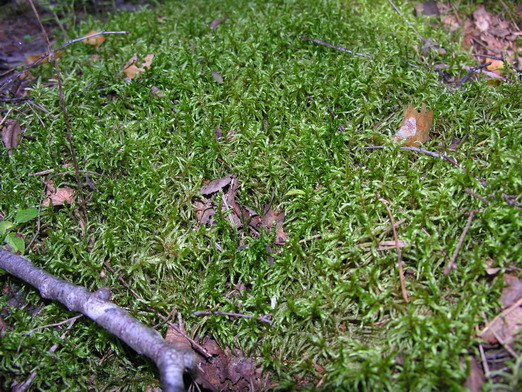

## Dottertaxa till Hypnaceae, i alfabetisk ordning[1]
- Andoa
- Breidleria
- Bryocrumia
- Bryosedgwickia
- Buckiella
- Callicladium
- Caribaeohypnum
- Catagonium
- Chryso-hypnum
- Crepidophyllum
- Ctenidiadelphus
- Ctenidium
- Cyathothecium
- Dolichotheca
- Ectropotheciella
- Ectropotheciopsis
- Ectropothecium
- Elmeriobryum
- Entodontella
- Eurohypnum
- Giraldiella
- Glossadelphus
- Gollania
- Herzogiella
- Homomallium
- Hondaella
- Hyocomium
- Hypnum
- Irelandia
- Isopterygium
- Leiodontium
- Leucomium
- Macrothamniella
- Microctenidium
- Microthamnium
- Mittenothamnium
- Orthothecium
- Phyllodon
- Platygyriella
- Platygyrium
- Podperaea
- Pseudostereodon
- Ptilium
- Puiggariopsis
- Pylaisia
- Pylaisiella
- Rhacopilopsis
- Rhizohypnella
- Stenotheciopsis
- Stereodon
- Stereodontopsis
- Taxiphyllopsis
- Taxiphyllum
- Trachythecium
- Vesicularia